# Stefan de Bod
Stefan de Bod   (Stellenbosch, 17 de novembre de 1996) és un ciclista sud-africà professional des del 2016 i actualment al Terengganu Polygon Cycling Team. Competeix en carretera i en pista.

## Palmarès en ruta
- 2014
  -  Campió de Sud-àfrica júnior en ruta
- 2015
  - 1r al 94.7 Cycle Challenge
- 2016
  -  Campió de Sud-àfrica sub-23 en ruta
  -  Campió de Sud-àfrica sub-23 en contrarellotge
- 2017
  -  Campió de Sud-àfrica sub-23 en ruta
  -  Campió de Sud-àfrica sub-23 en contrarellotge
  - Campió d'Àfrica sub-23 en contrarellotge
- 2018
  - 1r al Gran Premi Palio del Recioto
  -  Campió de Sud-àfrica sub-23 en contrarellotge
- 2019
  - Campió d'Àfrica en contrarellotge
- 2023
  -  Campió de Sud-àfrica en contrarellotge
- 2025
  - 1r al Gran Premi Syedra Ancient City
  - 1r al Tour de Mersin i vencedor d'una etapa

### Resultats a la Volta a Espanya
- 2020. 94è de la classificació general

### Resultats al Tour de França
- 2021. Fora de control (9a etapa)

### Resultats al Giro d'Itàlia
- 2023. No surt (14a etapa)
- 2024. 80è de la classificació general

## Palmarès en pista
- 2015
  - Campió d'Àfrica en persecució per equips